# Bunkface
"Bunkface" là một ban nhạc rock của Malaysia được thành lập năm 2006. Ban nhạc gồm ca sĩ Sam, tay ghita Youk và Paan. Tên này xuất phát từ ý tưởng của Blak (cựu tay trống). Các bài hát nổi tiếng của họ là: Prom Queen, Silly Lily, Situasi, Revolusi, Darah Muda, Masih Di Sini và Dunia Baru.

## Bài học múa và sự thành công
Tháng 12 năm 2007, Bunkface phát hành EP đầu tiên mang tên " Lesson Of The Season ", có 6 bài hát bằng tiếng Anh, trộn một âm thanh thay thế cho pop-punk / rock. Ca khúc hit "Silly Lily" là số 1 trên Hitz.fm 's Malaysia Top Ten trong 8 tuần và số 1 trên Fly.fm ' campur Chart s cho 10 tuần. Sau thành công của EP, "Bunkface" phát hành đĩa đơn tiếng Malay đầu tiên mang tựa "Situasi" vào năm 2007. Bài hát ban đầu được dự định sẽ được ghi bằng tiếng Anh, nhưng Youk đề nghị ban nhạc ghi âm nó bằng tiếng Malay thay thế. Vài tháng sau, "Situasi" đã đưa các đài phát thanh tiếng Malay địa phương vào cơn bão và đạt vị trí số 1 trên Fly FM và ổn định ở vị trí thứ 3 trên Era FM trong 3 tuần. Bunkface giành được Rockstar, Break Out cũng như Ultimate Shout! Giải thưởng trong chương trình Khởi động ! Giải thưởng do 8TV tổ chức và được tổ chức lần đầu tiên tại sân vận động Bukit Jalil.
Thành tích của họ trong các giải thưởng đã thu hút sự quan tâm của các nhà tổ chức của Liên hoan Âm nhạc Thế giới Perth (OMFM), người đã mời họ biểu diễn tại lễ hội, tổ chức vào ngày 16 đến ngày 18 tháng 10 năm 2009. Đây là lần đầu tiên họ biểu diễn ở nước ngoài tại Úc. Bunkface biểu diễn tại Showcase của Jar Music Live @ Monster ở Kuala Lumpur và được chọn bởi liên minh của JMG Asian A & R để biểu diễn tại Maldives Breakout Festival. Ban nhạc đã tham gia tour du lịch năm 2010 như là một phần của Apex Tour, bao gồm cả ngày tại Học viện O2 vào đầu tháng 10 năm 2010. Trong chuyến lưu diễn tại Anh, Bunkface đã được cung cấp các bản ghi âm của một vài nhóm nhạc của Anh. Nhưng ban nhạc đã từ chối vì họ cảm thấy họ cần phải tăng cường cơ sở của họ ở khu vực ASEAN trước tiên.
Bunkface tham gia vào chiến dịch Everyone Connects của TMNet và hát bài "Through My Window", được sử dụng trong quảng cáo truyền hình của chiến dịch. Bài hát được nghe lần đầu tiên qua sóng vô tuyến khi một đĩa CD nặc danh đến các đài phát thanh trong nước. Mầu nhiệm này tạo ra tiếng vang ngay lập tức trong công chúng, người đã tự hỏi ai là nghệ sĩ đứng sau bài hát. Sự nổi tiếng của Bunkface tăng lên khi tiết lộ. Thảo luận rộng khắp trên Facebook và Twitter, nhiều người bình luận về tính chất virut và truyền nhiễm của bài hát. Số lượng fan hâm mộ của nó đã lên tới con số hơn 17.000 và đã thu được hơn 3.7 triệu lượt trên mạng và hơn 6.600 video tải lên trên Facebook. Bài hát thậm chí còn thu hút một đám đông lớn đến hát chung - tại Bukit Bintang, Kuala Lumpur và cũng đã trở thành sự kiện ca hát lớn nhất tại Malaysia.

## Phobia Phoney, các dự án phụ và tour du lịch
Vào tháng 3 năm 2010, Bunkface phát hành album đầy đủ đầu tay, Phobia Phoney. Phobia Phoney gồm 6 bài hát tiếng Anh và 4 bài hát tiếng Mã Lai, gồm có: Situasi, Revolusi, Ekstravaganza, Prom Queen, Soldier, Escape Dance và Dunia.
Vào giữa năm 2010, Sam đã thành lập một dự án phụ gọi là The Azenders cùng với bạn bè của mình từ các ban nhạc khác như Izal (bass) từ One Buck Short, Ajam (synth và strings) từ Dichi Michi, và Kudut (Drummer) từ Robot Asmara. Ban nhạc đã phát hành đĩa đơn đầu tiên của họ trên Facebook và trang Myspace của họ có tên là "Ladies & Gentlemen" đã thu hút các vở kịch thường xuyên trên các đài phát thanh địa phương. Họ cũng đã phát hành hai đĩa đơn: một ở Mã Lai là "Peribadi", một ở tiếng Anh gọi là "Livin Rock and Roll".
Ngày 23 tháng 3 năm 2011, Liên hoan Âm nhạc Châu Á Hồng Kông (HKAMF) đã được tổ chức tại Trung tâm Hội nghị và Triển lãm Hồng Kông, Hồng Kông. Lễ hội này được tổ chức bởi IFPI của quốc gia và liên quan đến sáu quốc gia từ khắp Châu Á là Trung Quốc, Đài Loan, Singapore, Hàn Quốc, Malaysia và các chủ nhà. Nhật Bản, ban đầu là một thành viên dự kiến trong lễ hội, đã bị buộc phải từ chức hành động của họ, Ikumi Kumagai vì trận động đất và sóng thần năm 2011 tại Tohoku. Trong vòng sơ khảo, Bunkface biểu diễn 'Escape Dance'. Sự cạnh tranh khốc liệt đã thu hẹp được những người tham gia xuống đến bốn hành động - Wu Qiong của Trung Quốc, Kewei của Singapore, Hàn Quốc ' S Boss và Bunkface của Malaysia - vào giai đoạn cuối cùng. Trong giai đoạn này, tất cả những người tham gia được lựa chọn đều có nhiệm vụ tự mình chọn bất kỳ bài hát phổ biến nào từ một nghệ sĩ khác. Tiêu chí chấm điểm là nghiêm ngặt. Hoạt động của " We Are the Champions " của Bunkface, ban đầu bởi Queen, đã giúp họ đứng thứ ba trong các màn biểu diễn của cả hai sân khấu và hát. Qua lễ hội này, ban nhạc đã thành công chứng minh mình ngang hàng với các nghệ sĩ châu Á nổi tiếng khác. Họ cũng đã thực hiện một video clip cho single "Dunia" của họ ở thành phố Hồng Kông. Các tiêu chí chấm điểm là nghiêm ngặt. Hoạt động của " We Are the Champions " của Bunkface, ban đầu bởi Queen, đã giúp họ đứng thứ ba trong các màn biểu diễn của cả hai sân khấu và hát. Qua lễ hội này, ban nhạc đã thành công chứng minh mình ngang hàng với các nghệ sĩ châu Á nổi tiếng khác. Họ cũng đã thực hiện một video clip cho single "Dunia" của họ ở thành phố Hồng Kông. Các tiêu chí chấm điểm là nghiêm ngặt. Hoạt động của " We Are the Champions " của Bunkface, ban đầu bởi Queen, đã giúp họ đứng thứ ba trong các màn biểu diễn của cả hai sân khấu và hát. Qua lễ hội này, ban nhạc đã thành công chứng minh mình ngang hàng với các nghệ sĩ châu Á nổi tiếng khác. Họ cũng đã thực hiện một video clip cho single "Dunia" của họ ở thành phố Hồng Kông.

## Panik và tranh cãi về phát sóng, BF Rock Station và Bunk Not Dead
Đầu năm 2011 là một khoảng thời gian yên tĩnh cho Bunkface khi đĩa đơn đầu tiên của họ được phát hành vào năm ngoái. Tuy nhiên, vào tháng 6, tay bass Youk đã thông báo rằng ban nhạc đang làm việc trên các tài liệu mới cho album sắp tới của họ. "Chúng tôi sẽ nổi lên với một single mới và một album thứ hai trong tương lai gần, với dự kiến ra mắt vào tháng 8", anh nói. Trước đó, Bunkface đã biểu diễn tại Makassar Fest của Indonesia và nhận được những nhận xét tích cực. Lãng mạn của Indonesia đã tạo ra một trang Facebook để hỗ trợ và quảng cáo cho Bunkface khắp Indonesia. Vào ngày 9 tháng 9 năm 2011, Bunkface phát hành đĩa đơn mới mang tên "Panik?" Được viết trước khi phát hành Phobia Phoney. Nó được ghi lại ở Jakarta và là một bộ phim có kinh phí lớn. Bunkface đã trình diễn thành công tại Jakarta ' S Urbanfest 1990 vào ngày 20 tháng 11 năm 2011 và tại Hard Rock Cafe ở Jakarta vào ngày hôm sau. Các đề xuất đến từ 5 nhãn thu âm khác nhau có đại diện hiện diện tại buổi giới thiệu. Các cuộc đàm phán hợp đồng vẫn đang được đàm phán và xem xét. Bunkface nhận được vinh dự đặc biệt khi được mời tham dự chương trình talk show nổi tiếng của Indonesia là Bukan Empat Mata, sau Dato ' Siti Nurhaliza và Amy Search, những người khách Malaysia trước đó. Họ biểu diễn single hit lớn nhất "Situasi" trong chương trình. Bunkface nhận được vinh dự đặc biệt khi được mời tham dự chương trình talk show nổi tiếng của Indonesia là Bukan Empat Mata, sau Dato ' Siti Nurhaliza và Amy Search, những khách trước đây là người Malaysia. Họ biểu diễn single hit lớn nhất "Situasi" trong chương trình. Bunkface nhận được vinh dự đặc biệt khi được mời tham dự chương trình talk show nổi tiếng của Indonesia là Bukan Empat Mata, sau Dato ' Siti Nurhaliza và Amy Search, những khách trước đây là người Malaysia. Họ biểu diễn single hit lớn nhất "Situasi" trong chương trình.
Vào cuối năm 2011, đài phát thanh của chính phủ Malaysia Radio Televisyen Malaysia đã đưa ra quyết định gây tranh cãi khi phát sóng "Panik" mới phát hành. [ Cần dẫn nguồn ] Ban đầu báo cáo rằng điều này là do từ " reformasi " trong lời bài hát, được cho là một trong những nhà lãnh đạo đối lập trong các chiến dịch chính trị, do đó làm cho "Panik" một bài hát chống chính phủ. Bản phát sóng bị từ chối đã làm cả hai Bunkface và fanbase của họ tức giận. "Tôi không hiểu lý do để bài hát bị cấm" Có sai không khi sử dụng từ "không có ảnh hưởng xấu đến bài hát" Sự cải cách "có nghĩa là" Panik "không liên quan gì đến "Phong trào Cải cách" Giám đốc của Screening đã phát hành một tuyên bố nói rằng vấn đề không phải là từ "reformasi", mà là từ "celakamu" (tiếng Mã Lai: "damn you"). Cô cũng nói rằng RTM đã không cấm phát sóng "Panik", nhưng chỉ đơn thuần là nản lòng nó. Cuối cùng, Bunkface đã phát hành phiên bản sạch đã được chấp thuận. Giám đốc của Screening đã phát hành một tuyên bố nói rằng vấn đề không phải là từ "reformasi", mà là từ "celakamu" (tiếng Mã Lai: "damn you"). Cô cũng nói rằng RTM đã không cấm phát sóng "Panik", nhưng chỉ đơn thuần là nản lòng nó. Cuối cùng, Bunkface đã phát hành phiên bản sạch đã được chấp thuận.
Vào ngày 16 tháng 1 năm 2012, Bunkface đã tung ra phòng thu riêng và cửa hàng bán hàng với tên "BF ROCKSTATION", nằm ở Subang Jaya. Nó cũng tăng gấp đôi lên làm văn phòng và café.
Sam đã tiết lộ trong một cuộc phỏng vấn. Rằng tên của album sắp tới của họ sẽ là Bunk Not Dead. Album bao gồm 13 ca khúc mới, 9 ca khúc tiếng Anh (bao gồm cả những bài hát chưa được phát hành như Bunk Not Dead và More) và 4 bài tiếng Malay (bao gồm cả "Panik", "Kita Perang Kita Menang" và "Jatuh"). Theo ban nhạc, album sẽ thể hiện một khía cạnh trưởng thành hơn, nơi những bài hát nặng hơn và có vẻ tối tăm hơn những tác phẩm trước của họ. Album cuối cùng ra mắt vào ngày 17 tháng 7 năm 2012 tại Subang Jaya sau hai năm sản xuất. Đĩa đơn đầu tiên "Panik?" Đã được ghi lại và thực hiện hoàn toàn tại Jakarta, Indonesia, với chi phí tổng cộng là 16.000 RM. Các bài hát còn lại được thu âm tại Iseek Music Studio, đặt tại Kota Damansara. Trộn đã được thực hiện bởi một studio khác ở Jakarta. "Bunk Not Dead" được phân phối bởi Warner Music Malaysia.

## Malam Ini Kita Punya
Hyper Killer (2007)

Silly Lilly (2007)

Bunk Anthem (2008)

Prom Queen (2009)

Thông qua cửa sổ của tôi (2009)

Revolusi (2010)

Dunia (2011)

Situasi (2011)

Panik (2012)

Anugerah Syawal (2013)

Anugerah Syawal (Truyền thông Prima ft Idola Kecil Ultra)

Rentak Laguku (2014)

Malam Ini Kita Punya (2014)

Darah Muda (năm 2015)

Masih Di Sini (2016)

Warnai Dunia (2016)

Dunia Baru (2017)
1. ↑  How, Au Yeong (ngày 16 tháng 11 năm 2009). "Sam Nafi Juliana Evans Punca Pengurus Bunkface 'Disingkirkan'". mStar Online (bằng tiếng Mã Lai). Truy cập ngày 18 tháng 6 năm 2016.[liên kết hỏng]
2. ↑   http://www.youtube.com/BunkfaceBandVEVO. {{Chú thích web}}: |title= trống hay bị thiếu (trợ giúp)